# Like a G6 (東方聯盟歌曲)
〈Like a G6〉美國亞裔嘻哈電音團體遠東韻律與美國歌手Dev、美國嘻哈團體The Cataracs合作的一首歌曲，收錄於遠東韻律的第3張錄音室專輯《開放空間》，於2010年4月13日透過Cherrytree和新視鏡唱片發行。

## 音樂錄影帶
這支音樂錄影帶由麥特·阿隆佐執導，於2010年6月3日在YouTube和Vevo首播。在某些頻道上，歌詞中的"sippin' sizzurp"以及"slizzered"這個詞被進行了審查。影片中的故事跟隨一位穿著紅色裙子的女性（Erica Ocampo），她去餐廳接一位朋友，然後一起去酒行，顯然是為了準備派對。稍後的場景中，可以看到這位女性和她的朋友在派對上，Colette Carr也客串出演，Dev、The Catarac以及遠東韻律的成員也出現在派對場景中。最後一幕顯示遠東韻律的成員隔天早上登上了Gulfstream IV飛機。這支音樂錄影帶由Skee.TV製作。